# 埃布斯托夫地图

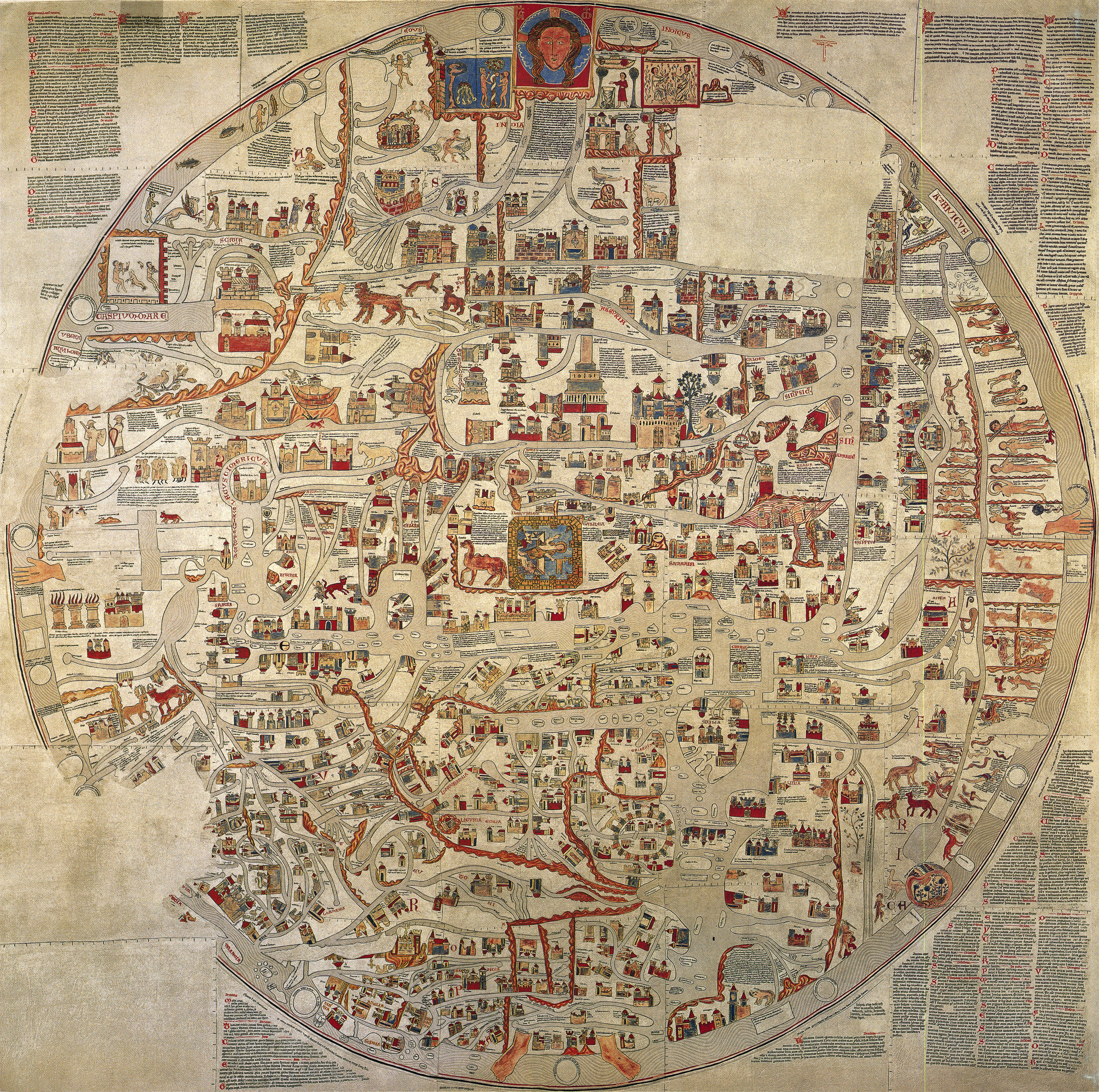
埃布斯托夫地图复制品

埃布斯托夫地图（Ebstorf Map）是大约13世纪欧洲人繪製的一幅世界地图。
这幅地图于1843年在德国北部埃布斯托夫的一座修道院中被发现。这是一幅非常大的地图，画在30张缝在一起的山羊皮上，尺寸约为3.6×3.6米（12英尺×12英尺），該幅地圖以耶路撒冷为中心。
第二次世界大戰爆發後，1943年，盟军轰炸汉诺威时原图被毁。现存有一套1891年拍摄的原图黑白照片，在原图被毁之前有人还制作了几张地圖彩色摹本。